# Cnemidocarpa ramosa
Cnemidocarpa ramosa är en sjöpungsart som beskrevs av Nishikawa 1991. Cnemidocarpa ramosa ingår i släktet Cnemidocarpa och familjen Styelidae. Inga underarter finns listade i Catalogue of Life.